# مركز روجرز
مركز روجرز (بالإنجليزية: Rogers Centre)‏ (في الأصل سكاي دوم) (بالإنجليزية: Skydome)‏ هو ملعب متعدد الأغراض مع سقف قابل للطي في وسط تورونتو، أونتاريو، كندا، يقع في قاعدة برج سي إن بالقرب من الشاطئ الشمالي لبحيرة أونتاريو.

## وصلات خارجية
- الموقع الرسمي (بالإنجليزية)